# Juan Antonio Escurra
Juan Antonio Escurra   (Caraguatay, 6 de maig de 1859 - Villa Hayes, 24 d'agost de 1929) va ser un dels presidents del Paraguai que va governar al país entre els anys 1902 i 1904.
Nascut en Caraguatay, en el departament de Cordillera. Va estar casat amb Josefa M. Rojas, dona d'una tradicional família, qui més tard passaria a convertir-se en la primera dama de la nació. La seva família es va dedicar a la collita de cotó, blat de moro i fruites. Després de Uriarte i Egusquiza va ser el tercer president amb cognom basc.

## Primers anys
Va anar a escola primària a la seva ciutat natal, més tard es va dedicar al camp. En 1879, a l'edat de 20 anys, va ingressar a l'exèrcit sent aquest any soldat ras. Va obtenir importants ascensos. En 1891 va ser designant comandant militar de Misiones. Al maig de 1892 va ser sergent major, a més de comandant de les forces de cavalleria. El juliol del 1894 va ser ascendit a tinent coronel i el 24 d'agost de 1897 a coronel de la nació. El seu ascens més important va ser el d'Alferes de Cavalleria. Va ser partícip del cop que va enderrocar del poder a Emilio Aceval. Va tenir una important actuació en la revolta del 18 d'octubre de 1891, en la qual va defensar amb valor al govern que va estar constituït en aquells dies pel general Egusquiza.